# 아버지는 개다
"아버지는 개다"는 2012년에 개봉한 대한민국의 영화이다.

## 캐스팅
- 권범택 : 아버지 역
- 이광수 : 광수 역
- 이시호 : 광헌 역
- 김헌 : 광열 역
- 유애경 : 미친여자 역